# Contea di Yuanyang (Yunnan)
La contea di Yuanyang (元阳县S, Yuányáng XiànP) è una contea della Cina, situata nella provincia di Yunnan e amministrata dalla prefettura autonoma hani e yi di Honghe.